# Olešná (Píseki járás)
Olešná település Csehországban, Píseki járásban. Olešná Podolí I, Slabčice, Temešvár és Albrechtice nad Vltavou településekkel határos. Lakosainak száma 134 fő (2024. január 1.).

## Népesség
A település lakosságának változását az alábbi diagram mutatja:
| Lakosok száma | 472  | 413  | 390  | 274  | 114  | 83   | 118  | 124  | 131  | 134  |
|               | 1869 | 1890 | 1921 | 1950 | 1980 | 2001 | 2017 | 2019 | 2022 | 2024 |